# Julio Saturnino
Julio Saturnino, (en latín, Iulius Saturninus, muerto en 280) fue un usurpador del Imperio romano contra el legítimo Probo.

## Biografía
Julio Saturnino era un galo de nacimiento (si bien otros se refieren a él como de origen mauri) y amigo del emperador Probo. Fue nombrado gobernador de Siria por el mismo (c. 279).
Cuando Probo abandonó Siria marchando hacia el Rin en 280, soldados indisciplinados y el pueblo de Alejandría forzaron a un reticente Saturnino a aceptar el oficio imperial. Huyó de la ciudad para escapar a la presión, pero cambió de idea en Palestina, autoproclamándose emperador en el mismo año. Antes de que Probo pudiera atacar al traidor, Julio fue asesinado por sus propias tropas.